# Malcolm Wheeler-Nicholson
Le major Malcolm Wheeler-Nicholson (né le 7 janvier 1890 à Greeneville au Tennessee et mort le 21 septembre 1965 à Long Island), est un militaire, entrepreneur, écrivain et éditeur américain. Sa maison d'édition National Allied Publications, créée en 1934, est à l'origine directe de DC Comics, l'un des deux plus grands éditeurs de bande dessinée américains. Il a été ajouté au temple de la renommée Will Eisner en 2008.

## Biographie
Malcolm Wheeler-Nicholson était un militaire et un très grand dessinateur de comics américain. Né le 7 janvier 1890 à Greeneville au Tennessee et mort le 21 septembre 1965 à Long Island, il était un militaire, entrepreneur, écrivain et éditeur américain. Son père Seif Wheeler est un ancien mécanicien Juif d'origine suisse germanique et sa mère Eleanora Nicholson est une cuisinière d'origine suédoise. Ils divorcèrent en 1902 lorsque Malcolm avait 12 ans. Il grandit à Portland dans un ranch de chevaux, avant d'intégrer une académie militaire. Il a participé à la Première Guerre Mondiale. Son goût pour le dessin et l'armée est repéré par son père qui l'inscrit immédiatement a des cours de dessin spécialisés aux alentours de Greeneville. En 1934, durant la Grande Dépression, il créa une entreprise de comic-book qui sera l'origine de DC Comics, aujourd'hui l'une des deux meilleures entreprises de comics américaines. En 2008, il fut ajouté au temple de la renommée Will Eisner. Il meurt en 1965 à Long Island, au nord des États-Unis.